# 熊宗立
熊 宗立（ゆう そうりゅう・ゆう そうりつ、1409年 - 1481年）は、明の医家・儒家・出版事業者である。医学書である『医書大全』の出版で知られる。

## 生涯
熊宗立の生涯に関するまとまった資料としては、末裔の熊徳留が所持する『潭陽熊氏宗譜』が知られている。福建建陽の人であり、宋末の儒家である熊勿軒の後裔として、永楽7年（1409年）7月7日に誕生する。字は道宗であり、道軒・勿聴の号を有した。種徳堂なる書堂を営み、医薬書をはじめとする書籍の校訂出版事業をおこなった。宗立の出版した書籍は後世に伝わるものでけでも40種に及んだ。代表的な著作は正統11年（1446年）の『医書大全』であり、孫允賢の『医方集成』を、熊氏の先代にあたる熊彦明が増補したものを、宗立がさらに補訂したものである。成化17年（1841年）に73歳で死去し、銭塘焦湖山に葬られた。

## 影響
宗立の影響は、中国よりもむしろ日本において著しかった。『医書大全』は文明期に日本にも伝来し、堺の医家である阿佐井野宗瑞により復刻された。医学全分野に関する知識を平易に語った同書は、日本で出版されたはじめての医学書であり、室町時代の医学界に強い影響を及ぼした。また、日本で出版された第2の医学書である『勿聴子俗解八十一難経』も、宗立の手掛けた書籍であった。